# HOWEVER
「HOWEVER」（ハウエバー）は、GLAYの12作目のシングル。1997年12月27日出荷分からは、CDエクストラが追加されている。

## 概要
- アートワークは初の見開きジャケットである。
- このシングルの大ヒットを契機にベストアルバム『REVIEW-BEST OF GLAY』が、当時の歴代1位となる約488万枚を売り上げた。
- 2024年12月15日には、GLAYのデビュー30周年を記念して、本曲を題材にしたショートムービーを製作。それの先行試写会を、GLAYゆかりの地である函館市の旧北海道庁函館支庁庁舎で開催。ショートムービーは畑泰介[2]が監督・脚本を務め、菅生新樹、森日菜美、小泉孝太郎らがキャストとして出演[3]。後にYouTubeの公式アカウントでも公開された。

## 記録
- 初登場から2週連続で1位獲得の後、ZARD『永遠』に1週1位を明け渡すが、翌週から3週連続で再び1位を獲得し、通算5週1位となった。（CDTVシングルランキング、オリコンシングルチャート）
- 累計売上枚数は134.2万枚を記録し、シングルではGLAY初のミリオンセラー（オリコン調べ）となった[4]。この作品を機に、その後シングル5作連続ミリオンセラーを記録し、全部で6作のミリオンセラーを達成する。
- 2025年5月21日には、「オリコン週間ストリーミングランキング」(5月21日発表)で週間再生数55.5万回(55万5245回)を記録。これにより累積再生数は1億8.9万回(1億8万9436回)となり、「オリコンストリーミングランキング」において、自身初の累積再生数1億回突破を記録した[5][6]。

## 収録曲
| 全作詞・作曲: TAKURO、全編曲: GLAY・佐久間正英。 |                            |        |            |
| #                                                | タイトル                   | 作詞   | 作曲・編曲 |
| 1.                                               | 「HOWEVER」                | TAKURO | TAKURO     |
| 2.                                               | 「I'm yours」              | TAKURO | TAKURO     |
| 3.                                               | 「HOWEVER (instrumental)」 | TAKURO | TAKURO     |

### 楽曲解説
1. HOWEVER
  - TAKUROが当時の恋人について唄った楽曲である[7]。
  - 曲名についてはTAKURO曰く「「HOWEVER」のタイトルを見て変だなと思う人は多いと思います、あんなに幸せそうなのに何でタイトルが「HOWEVER」＝「しかしながら」なのかと。これは映画『卒業』のラストシーンを観て思いついたのですが、若き主人公が想いのあまり結婚式場から花嫁を奪いバスに乗りどこかへ向かう、それは美しいとも言えますが、僕には彼らの行く末が不安に思えたのでこのタイトルにしました。」とのこと[8][9]。
  - コーラスはTAKUROと当時サポートキーボーディストのDIEが担当。HIGHCOMMUNICATIONSツアーでTERUがキーボードによる弾き語りを披露し、それが後の29thシングル「時の雫」に「HOWEVER (inspired by HIGHCOMMUNICATIONS)」として収録された。この曲で紅白歌合戦に初出場した。第56回NHK紅白歌合戦の「スキウタ〜紅白みんなでアンケート〜」で白組64位を獲得した。
  - 2000年1月1日の放送された『ミュージックステーション』（元旦スペシャル）のスタジオトークにてTAKUROがこの曲のエピソードを語っていた。それによると、当初デモテープを聞いたメンバーからは大不評で、JIROからは「暗いね」と言われる始末であった。TAKURO曰く「何とかシングルにしたくて、みんなを車で送ったり牛丼を奢ったりしてレコーディングにこぎ着けた」とのことであった。しかし、TERUによれば｢だって、この声で歌ってるんですよ。シングルだとテンポも早いですし、キーも高いですけど、デモテープじゃギター一本の弾き語りで、ゆっくりだし、かなりキーを下げて歌ってましたからね」と言われた。さらに、HISASHIからは「なんか…自分に酔ってるとしか思えない」と言われていた。
  - ロンドンに滞在中のSUGIZOのフラットにTAKUROが一時的に居候していた際に作られた楽曲である。TAKUROと夕飯を食べる約束をしてレコーディングに向かい、一向に帰ってこないSUGIZOを待っている間に作られたもの。また、SUGIZOの「うちの娘を肩車しながら創ったんじゃない？」という発言にTAKUROは同意している[10]。
  - 発売当初はノンタイアップだったが、その後TBSドラマ『略奪愛・アブない女』のエンディングテーマに起用された。このドラマではオープニングテーマや劇中にもGLAYの曲が使われ、サウンドトラック『GLAY SONG BOOK』が発売されている。
  - リズム時計工業のからくり時計の内蔵曲では本曲を使用しているものもある。
  - 秋元康がGLAYの好きな楽曲として同曲を挙げており、TAKUROが秋元康のラジオ番組にゲスト出演した際、誕生秘話として元ネタが安室奈美恵の「CAN YOU CELEBRATE?」（1997年）だと告白[注 1]。「当時のJ-POPの最高峰だと思っている。新しい言葉使いで（歌詞の）『永遠っていう』でいいんだと、その自由さが当時の安室さんの心情を出していて、あまりにも感動した僕は一度でいいからこの曲の様な『サビのような、いわゆる“つかみ”が来て、その後にちょっとしたイントロがある』という構成で書いてみたいと思って『HOWEVER』を作ったんです」と熱弁した[12][13]。この意見に対して、小室哲哉本人も2024年に出版した著書『WOWとYeah 小室哲哉 起こせよ、ムーヴメント』で「あの頃、ミスチルや、つんくのシャ乱Qなど、ヒットチャートをにぎわすミュージシャン同士が影響しあっていた実感があります。GLAYにもそういう影響を与えていたんだなと思うと、感慨深いものがありますね。」と語った[8]。
  - リリース当時、日本ではパッヘルベルのカノンのコード進行を使用したいわゆるカノン進行の楽曲が流行していた。「HOWEVER」はカノン進行を使用している楽曲として知られ、サビがカノン進行をアレンジしたコード進行になっている。小室哲哉が著書『WOWとYeah 小室哲哉 起こせよ、ムーヴメント』で言及しているシャ乱Qは「シングルベッド」（1994年）で、Mr.Childrenは「終わりなき旅」（1998年）によりカノン進行を使用して、小室哲哉のH Jungle with t「WOW WAR TONIGHT 〜時には起こせよムーヴメント」（1995年）もカノン進行がアレンジされている[注 2]。コブクロがストリートミュージシャン時代の1998年から歌っている「桜」（2005年）もカノン進行が使用されているが、この楽曲はGLAY「HOWEVER」をヒントにして作られた[14]。日本以外でもTAKUROがファンのオアシスが「ホワットエヴァー」（1994年）、「ドント・ルック・バック・イン・アンガー」（1996年）にカノン進行を使用している。
2. I'm yours
  - 『rare collectives vol.1』にてアルバム初収録。『rare collectives vol.2』には、リミックスバージョン「I'm yours (Knightmare mix'99)」が収録された。
  - 2000年の「HEAVY GAUGE」ツアーまではライブ定番曲のように演奏されていたが、2018年のGLAY MOBILE会員限定ツアー「GLAY MOBILE Presents 10th Anniv. Tour「平成最後のGLAYとChristmas 2018 〜SURVIVAL〜」でも久々に演奏された[15][16]。
3. HOWEVER (instrumental)

## タイアップ
- TBS系ドラマ『略奪愛・アブない女』主題歌。（#1）

## 収録アルバム
GLAY名義のアルバム

HOWEVER
- REVIEW-BEST OF GLAY
- DRIVE-GLAY complete BEST
- -Ballad Best Singles- WHITE ROAD
- THE GREAT VACATION VOL.2 〜SUPER BEST OF GLAY〜
- rare collectives vol.3 (inspired by HIGHCOMMUNICATIONS)
- pure soul Anthology (リミックスバージョン)
- REVIEW II -BEST OF GLAY- (『pure soul Anthology』収録バージョン)
- DRIVE 1993〜2009 -GLAY complete BEST (再録)

I'm yours
- rare collectives vol.1
- rare collectives vol.2 (Knightmare mix'99)
- pure soul Anthology (リミックスバージョン)

オムニバスアルバム

HOWEVER
- GOLD-14 COOL & GREAT SONGS-
- J-ポッパー伝説〜2〜［DJ和 in WHAT's IN? 20th MIX］

## パフォーマンス
- 2010年8月25日（8月24日にGyaO!で先行公開）から日清食品の『カップヌードル』のテレビCMに起用された[17][18]。このCMの映像では「HOWEVER」のクリップのサビの部分がそのまま使用されたうえで歌詞が変更され、その歌詞をTERU本人が録音し直した音源が使用され、口元を新しい歌詞に合う様にCG処理したものが放送されている。このCMの放送開始から3日後に福岡サンパレスで行われたチャリティーライブにTERUが出演し、その際にこのカップヌードルバージョンを披露している。
- 2018年8月4日、豊洲PITにて行われたウカスカジーのライブにて、TERUがサプライズゲストとして出演し、この曲をコラボした[19]。
- また、2022年9月25日の「テレビ朝日ドリームフェスティバル2022」に出演した際には、清塚信也とのコラボでこの曲を披露した[20]。

## カバー
| 楽曲    | リリース       | アーティスト     | 収録作品                                                                          | 備考 |
| ------- | -------------- | ---------------- | --------------------------------------------------------------------------------- | ---- |
| HOWEVER | 1999年9月22日  | 前川清           | 『バラードセレクション 明日に』                                                   |      |
| HOWEVER | 2008年12月3日  | 前川清           | 『エンカのチカラ -SONG IS LOVE 80's&90's-』                                       |      |
| HOWEVER | 2007年7月19日  | 大橋純子         | 『Terra』                                                                         |      |
| HOWEVER | 2008年7月23日  | 中村あゆみ       | 『VOICE』                                                                         |      |
| HOWEVER | 2009年9月16日  | つるの剛士       | 『つるのおと』                                                                    |      |
| HOWEVER | 2010年11月3日  | デビー・ギブソン | 『MS.VOCALIST』                                                                   |      |
| HOWEVER | 2014年10月1日  | 華原朋美         | 『MEMORIES 2 -Kahara All Time Covers-』                                           |      |
| HOWEVER | 2014年10月22日 | SHOW-YA          | 『Glamorous Show〜Japanese Legendary Rock Covers』                                |      |
| HOWEVER | 2017年1月25日  | 港カヲル         | 『俺でいいのかい』                                                                |      |
| HOWEVER | 2018年6月20日  | MACO             | 『BEST LOVE MACO』                                                                |      |
| HOWEVER | 2022年7月27日  | 柿原徹也         | 『[Re:collection] HIT SONG cover series feat.voice actors 〜90's-00's EDITION〜』 |      |